# Přerušení signalizované zprávou
Přerušení signalizované zprávou (zkratka MSI z anglického Message Signaled Interrupts) je implementace přerušení, která na rozdíl od tradičního způsobu přerušení nevyžaduje zvláštní vodič (typicky napojený na řadič přerušení), tedy mimopásmovou komunikaci, ale předává informaci o přerušení přímo po svých hlavních datových vodičích zapsáním patřičné informace do určené části namapované operační paměti.
Tento způsob přerušování je na osobních počítačích architektury x86 podporován na sběrnicích standardu PCI od verze 2.2 a na sběrnicích standardu PCI-Express.

## Verze
Základní verze MSI je definována od PCI verze 2.2 a umožňuje zařízení používat 1, 2, 4, 8, 16 nebo 32 přerušení.
Pozdější verze MSI-X je poprvé definovaná v PCI verze 3.0 a umožňuje zařízení používat až 2048 přerušení.

## Podpora v operačních systémech
V Linuxu se objevuje podpora od roku 2003, v Microsoft Windows od Windows Vista vydaných v roce 2006. FreeBSD podporuje MSI od verze 6.3. OpenBSD podporuje MSI od verze 5.0 a MSI-X od verze 6.0. NetBSD podporuje MSI a MSI-X od verze 8.0.